# Stomylomyia araxana
Stomylomyia araxana är en tvåvingeart som beskrevs av Parmonov 1925. Stomylomyia araxana ingår i släktet Stomylomyia och familjen svävflugor.
Artens utbredningsområde är Armenien. Inga underarter finns listade i Catalogue of Life.